# Tiwi (Oman)
Tiwi (in arabo طيوي‎?) è una città dell'Oman. È nota per essere un sito archeologico nella zona conosciuta come al-Jurayf. La città e il sito si trovano tra il Wadi Shab e Wadi Tiwi nel Golfo dell'Oman.

## Sito archeologico

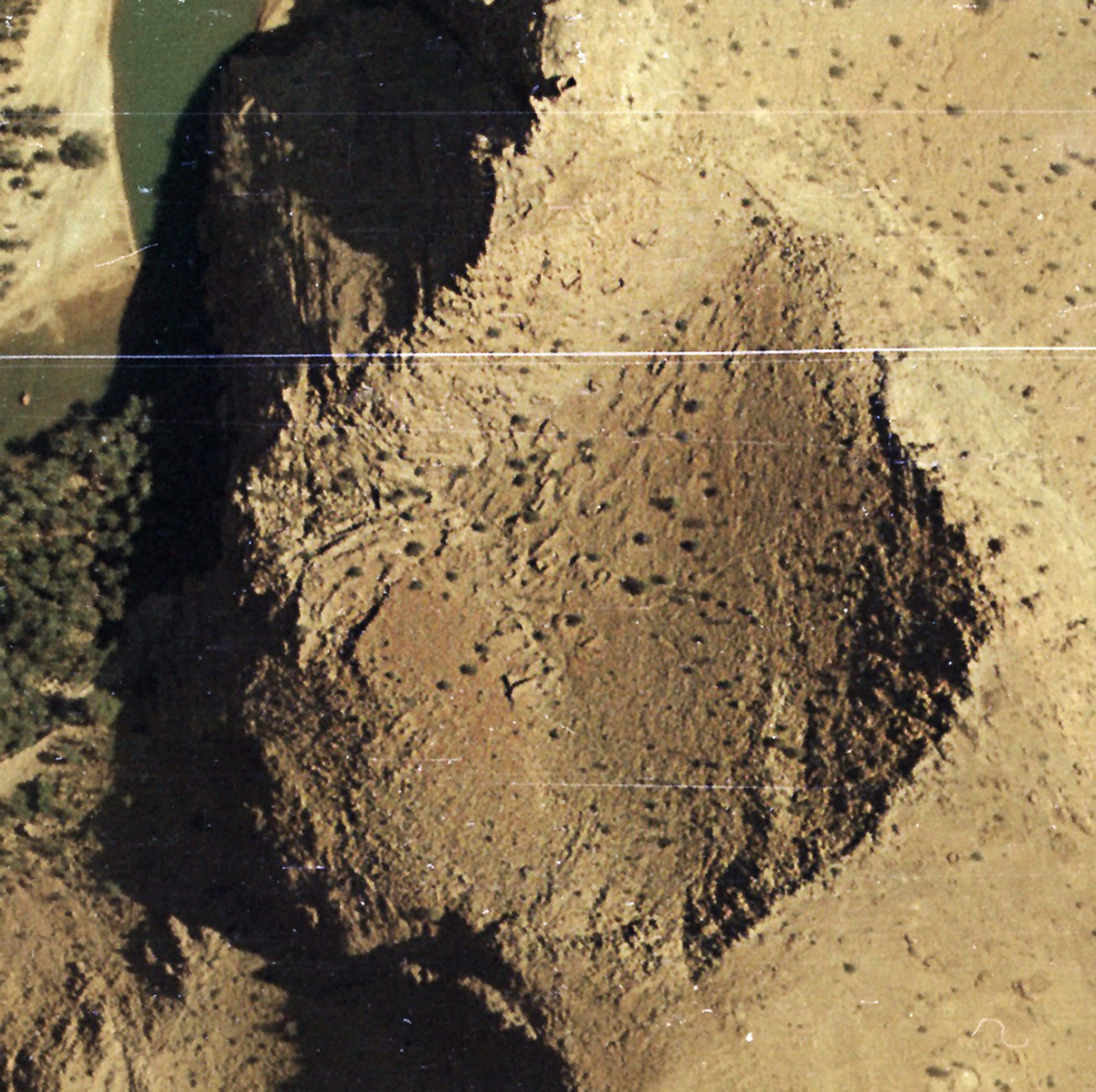
Il sito Tiwi T2 realizzato nel 1981 prima della costruzione dell'autostrada. La parte superiore è a nord.

Questo villaggio fortificato fu abitato nella tarda età del ferro di Samad e in epoca islamica. È noto come sito Tiwi TW2 (22 ° 49'14.38 "N, 59 ° 15'34.00" E, 75 m di altitudine).
Il sito archeologico si trova all'interno della cuspide di una montagna e contiene reperti superficiali attribuibili all'età tarda del ferro di Samad Si trova a 700 m ad ovest della costa. Nascosto dietro la cuspide più orientale di una parete vulcanica, questo insediamento è poco visibile dal mare o dalla vicina strada costiera. È stato mappato e censito nel 2002..
A nord-ovest, a nord e ad est dell'insediamento si verificarono estesi insediamenti della tarda età del ferro. La condizione di conservazione e i nostri metodi di registrazione condizionano l'aspetto dello schizzo risultante. È stato ridisegnato nel 2014. Il sito sembra essere stato utilizzato sporadicamente nel recente periodo. Poco dopo le indagini, il sito fu gravemente abbattuto per costruire l'autostrada costiera e sviluppare l'area commercialmente.